# 육동한
육동한(陸東翰, 1959년 6월 28일 ~)는 대한민국의 제37대 강원도 춘천시장(2022~)인 공무원, 정치인이다.

## 생애

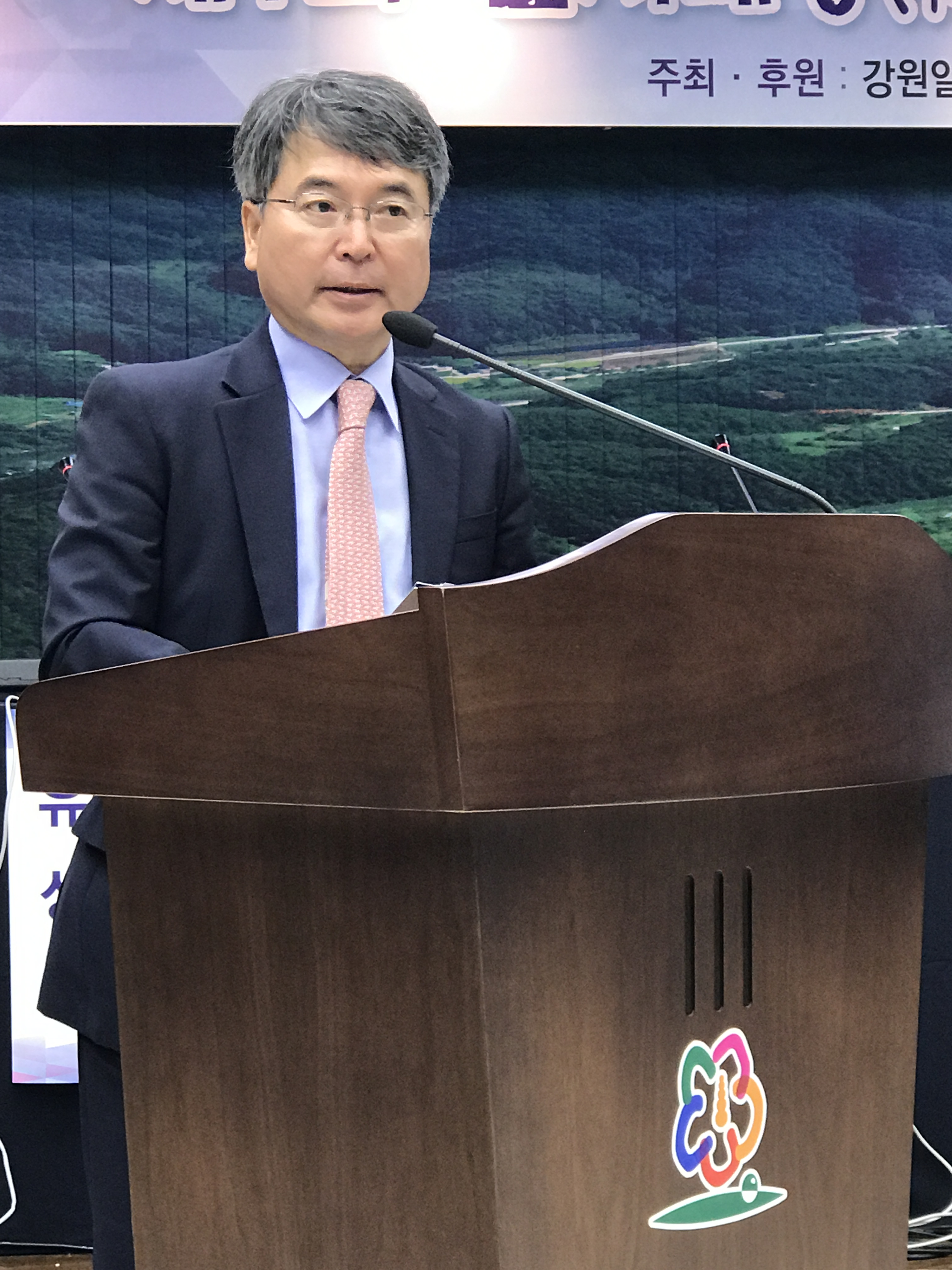
제1회 한서대상 시상식 및 2017년 홍천학 심포지엄 육동한 강원연구원 원장

1959년 강원도 춘천시 효자동 569번지에서 춘천시청 서기관을 지낸 육광호의 3남 1녀 중 차남으로 태어났다. 춘천고등학교를 졸업하고, 한양대학교 경제학과에 재학 중이던 1980년 제24회 행정고시를 합격하여 1983년 경제기획원 사무관에 임용된 후 미국 위스콘신 대학교에서 공공정책학 석사 학위를 받았다. 
노무현 정부에서 대통령비서실 정책수석실 행정관, 재정경제부 정책기획관, 대통령비서실 비서관, 정부혁신지방분권위원회 비서관을 지냈다. 
이명박 정부에서 기획재정부 경제정책국장과 차관급인 국무총리실 국무차장을 역임했다. 
2016년 6월부터 2018년 6월 15일까지 정부업무평가위원으로 활동했다.
2017년 8월부터 2020년 1월까지 제10·11대 강원연구원 원장을 맡아 중장기 계획인 '강원 비전 2040'을 수립하였다. 2017년부터 2018년까지 전국시도연구원협의회장으로 활동했다.
2020년 1월 더불어민주당에 입당했다. 이후 강원창조경제혁신센터 이사장, KDB산업은행 사외이사, 한림대학교 평의원회 위원 등을 지냈다.
2022년 6월 강원도 춘천시장으로 당선되었다.

## 학력
- 춘천교육대학 부속 국민학교 (졸업)
- 춘천중학교 (졸업)
- 춘천고등학교 (졸업)
- 한양대학교 경제학과
- 위스콘신 대학교 대학원 정책학 석사

## 경력
- 1980년 제24회 행정고시 합격
- 1983년 경제기획원 사무관
- 재정경제원 예산실 근무
- 경제기획원 종합기획과 근무
- 1996년 강원도지사 재정경제보좌관
- 1997년 세계은행 IBRD 파견관
- 2000년 국무총리실 심사평가조정관실 과장
- 2001년 재정경제부 경제정책국 기술정보과장
- 2002년 재정경제부 경제정책국 정책조정과장
- 2003년 재정경제부 기획예산담당관
- 2004년 대통령비서실 정책수석실 행정관
- 2005년 재정경제부 정책기획관
- 2006년 대통령비서실 비서관
- 2006년 8월~2007년 정부혁신지방분권위원회 비서관
- 2007년 부총리 겸 재정경제부 장관 비서실장
- 2008년 기획재정부 정책조정국 국장
- 2009년 국무총리실 국정운영실 실장
- 2010년 8월 13일~2013년 3월 13일 국무총리실 국무차장
- 2013년 4월~2015년 4월 서울대학교 행정대학원 초빙교수
- 2013년 9월~한양대학교 정책과학대학 특훈교수
- 2014년 8월 제10대 강원발전연구원 원장
- 2014년 8월~2020년 7월, 강원도평생교육진흥원 원장
- 2014년 8월~2018년 2월 2018 평창동계올림픽 조직위원회 집행위원
- 2014년 9월 14일~한국법무보호복지공단 이사
- 2015년 10월~2018년 10월 강원창조경제혁신센터 이사장
- 2016년 6월~2018년 6월 정부업무평가위원회 민간위원
- 2016년 6월~G1 강원민방 시청자위원회 위원장
- 2016년 9월~국가공무원인재개발원 자문위원
- 2017년 1월~2018년 12월 전국시도연구원협의회 회장
- 2017년 3월~2017년 8월 제10대 강원연구원 원장
- 2017년 3월~2020년 3월 국가평생교육진흥원 이사장
- 2017년 8월~2020년 1월 제11대 강원연구원 원장
- 2018년~2022년 국립춘천박물관 이사
- 2019년 4월 2일~한국주택금융공사 비상임이사
- 2019년 6월 1일~2021년 5월 31일 한림대학교 평의원회 위원
- 2019년~2019년 중소벤처기업부 지역특화발전특구위원회 민간위원
- 2019년~2022년 춘천마임축제 이사
- ~2020년 2월 평창평화포럼 조직위원회 위원
- 2020년 1월~더불어민주당 당원
- 2020년 1월~2020년 3월 20일 대한민국 제21대 국회의원 선거 강원 춘천시·철원군·화천군·양구군 갑 더불어민주당 국회의원 예비후보
- 2020년 3월 20일~2020년 4월 대한민국 제21대 국회의원 선거 강원 춘천시·철원군·화천군·양구군 갑 더불어민주당 허영 국회의원 후보 선거대책위원장
- 전) 춘천조각심포지엄 조직위원장
- 2020년 7월 3일~2022년 6월 30일: KDB산업은행 사외이사
- 2022년 7월 1일~ 제37대 강원특별자치도 춘천시장(민선 8기, 더불어민주당, 초선)

## 수상
- 2013년 자랑스런 한양인
- 2018년 제13회 동곡상 지역발전부문
- 2019년 강원도 출자 출연기관 경영평가 최우수기관 표창

## 평가
특유의 겸손함과 온화한 인품에 업무에서도 종합적인 시각과 탁월한 추진력으로 어느 부서를 가더라도 두터운 신망을 얻었다. 기획재정부 재직 당시 공무원 노조로부터 '가장 닮고 싶은 상사'로 선정되기도 했다. 실제 국가 경제정책을 맡아 글로벌 금융위기 조기 극복에 힘을 보태는 등 탁월한 능력을 발휘해 '합리적 카리스마 소유자'라는 별칭을 얻었다. 공무원 퇴직 이후 금융권의 고연봉 자리를 고사하고 고향인 춘천으로 귀향해 강원연구원장으로 일했다.

## 역대 선거 결과
| 실시년도 | 선거      | 대수 | 직책 | 선거구      | 정당         | 득표수   | 득표율          | 순위 | 당락 | 비고           |
| -------- | --------- | ---- | ---- | ----------- | ------------ | -------- | --------------- | ---- | ---- | -------------- |
| 2022년   | 지방 선거 | 37대 | 시장 | 강원 춘천시 | 더불어민주당 | 61,751표 | \| \| 45.62% \| | 1위  |      | 초선, 민선 8기 |
|          | 45.62%    |      |      |             |              |          |                 |      |      |                |